# Philippine Commission

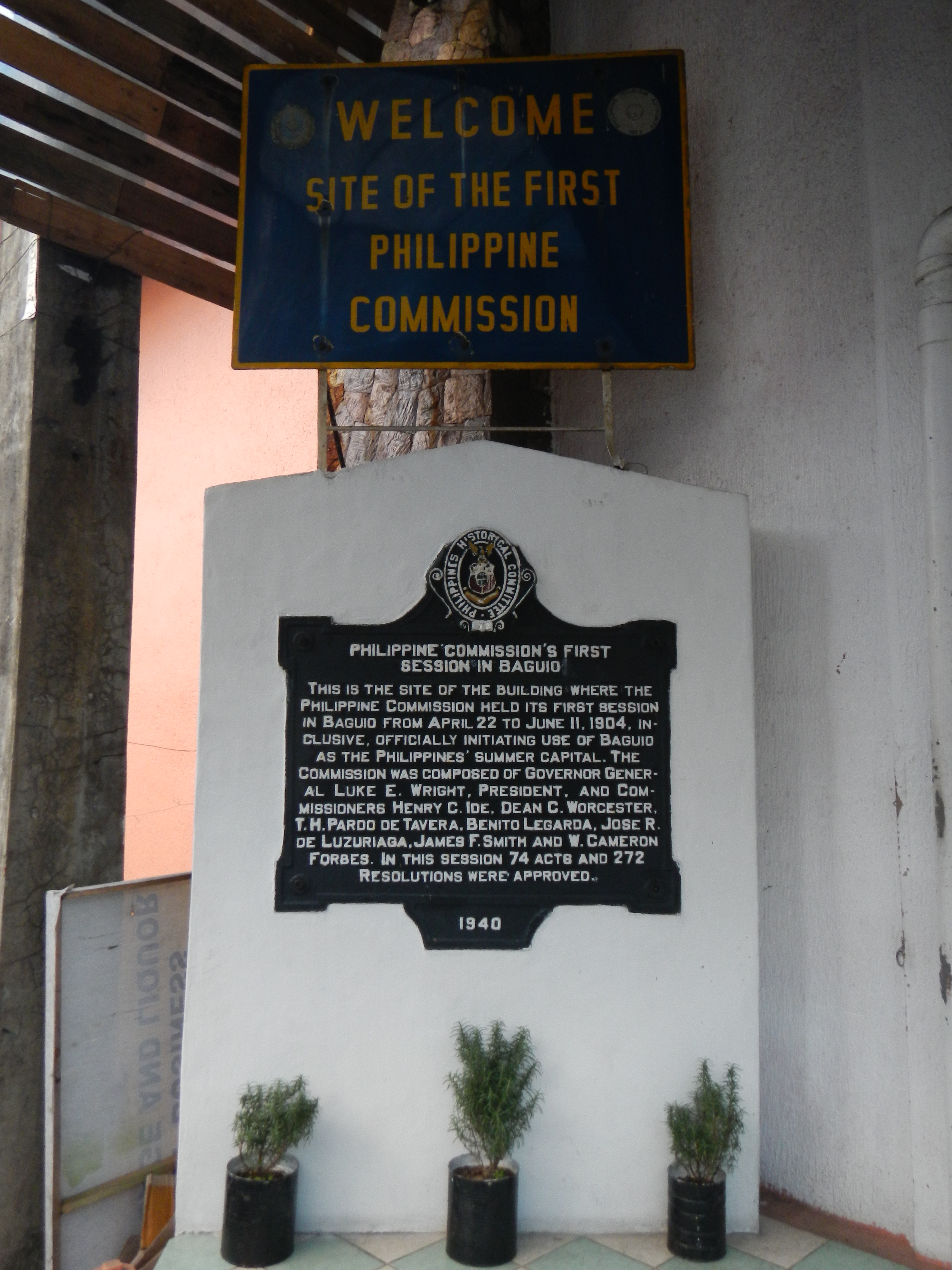
Markering ter herinnering aan de eerste bijeenkomst van de Philippine Commission

De Philippine Commission was het orgaan dat in de begindagen van de Amerikaanse koloniale heerschappij over de Filipijnen de uitvoerende en beperkte wetgevende macht had. De Philippine Commission werd in 1901 ingesteld door president William McKinley en de leden van de Commission werden door president benoemd. De belangrijkste posities werden ingenomen door Amerikanen. Na verloop van tijd werden ook enkele Filipino's benoemd met wetgevende taken. Vanaf 1907 tot werd de macht van de Commission enigszins beperkt toen de wetgevende taken werden overgenomen door een gekozen 2e kamer, het Philippine Assembly. De Philippine Commission hield in 1916 op te bestaan, nadat het Amerikaans Congres de Jones Law aannam. Door deze wet ontstond, net als in de Verenigde Staten, een Huis van Afgevaardigden en een Senaat.